# Rantau Panjang (Karang Baru)
Rantau Panjang is een bestuurslaag in het regentschap Aceh Tamiang van de provincie Atjeh, Indonesië. Rantau Panjang telt 477 inwoners (volkstelling 2010).